# Geaya bipectinata
Geaya bipectinata is een hooiwagen uit de familie Sclerosomatidae.